# Барни (Калифорнија)
Барни (енгл. Burney) насељено је место без административног статуса у америчкој савезној држави Калифорнија.

## Демографија
По попису из 2010. године број становника је 3.154, што је 63 (-2,0%) становника мање него 2000. године.
| Група             | 2000.         | 2010.         |
| Белци             | 2.742 (85,2%) | 2.567 (81,4%) |
| Афроамериканци    | 3 (0,1%)      | 13 (0,4%)     |
| Азијати           | 21 (0,7%)     | 7 (0,2%)      |
| Хиспаноамериканци | 192 (6,0%)    | 265 (8,4%)    |
| Укупно            | 3.217         | 3.154         |